# Варення з полуниць (фільм)
«Варе́ння з полуни́ць» — український анімаційний фільм 1929 року спільного виробництва харківського Товариства Друзів Радянського Кіно (ТДРК) та київської кінофабрики ВУФКУ. Мультфільм виконано у техніці лялькової анімації. Загальний метраж фільму — 122 метри.
Фільм є першим українським ляльковим мультфільмом. Станом на 2020 рік фільм вважається втраченим.

## Сюжет
У стрічці оповідалося про кумедні пригоди двох малюків і ведмедика, котрі хотіли поласувати варенням.

## Творча команда
- Режисери: В. Зейлінгер, Г. Злочевський, Д. Муха
- Художники: В. Зейлінгер, Г. Злочевський, Д. Муха
- Сценарист: Б. Туровський